# Mommenheim
Mommenheim es una comuna francesa situada en el departamento de Bajo Rin, en la región de Alsacia.